# Jan Matouš
Jan Matouš (Vrchlabí, 30 maggio 1961) è un allenatore di sci nordico ed ex biatleta ceco. Durante la sua carriera agonistica, sviluppatasi prima della dissoluzione della Cecoslovacchia (1993), gareggiò per la nazionale cecoslovacca.

## Biografia

### Carriera da atleta
In Coppa del Mondo ottenne il primo risultato di rilievo il 6 gennaio 1984 a Falun (6°) e la prima vittoria, nonché primo podio, l'8 gennaio 1987 a Borovec.
In carriera prese parte a due edizioni dei Giochi olimpici invernali, Sarajevo 1984 (9° nella sprint, 10° nell'individuale, 6° nella staffetta) e Calgary 1988 (16° nella sprint, 14° nell'individuale, 11° nella staffetta), e a sei dei Campionati mondiali, vincendo due medaglie.

### Carriera da allenatore
Dopo il ritiro divenne allenatore dei biatleti nei quadri della nazionale ceca.

## Palmarès

### Mondiali
- 2 medaglie:
  - 1 argento (gara a squadre a Minsk/Oslo/Kontiolahti 1990)
  - 1 bronzo (individuale[2] a Lahti/Lake Placid 1987)

### Coppa del Mondo
- Miglior piazzamento in classifica generale: 3º nel 1987
- 4 podi (tutti individuali[1]), oltre a quello ottenuto in sede iridata e valido anche ai fini della Coppa del Mondo:
  - 2 vittorie
  - 1 secondo posto
  - 1 terzo posto

#### Coppa del Mondo - vittorie
| Data            | Località | Nazione  | Spec. |
| --------------- | -------- | -------- | ----- |
| 8 gennaio 1987  | Borovec  | Bulgaria | IN    |
| 19 gennaio 1989 | Borovec  | Bulgaria | IN    |

Legenda:

IN = individuale